# 뱌체슬라프 페티소프
뱌체슬라프 알렉산드로비치 페티소프(러시아어: Вячесла́в Алекса́ндрович Фети́сов, 1958년 4월 20일~)는 소련과 러시아의 아이스하키 선수, 지도자, 정치인이다. 그는 내셔널 하키 리그(NHL)에 합류하기 전에 CSKA 모스크바에서 13시즌 동안 뛰었으며 NHL에서는 뉴저지 데블스와 디트로이트 레드윙스 소속으로 활동했다. 특히 디트로이트 소속 시절에 1997년과 1998년에 두 번 연속으로 스탠리 컵에서 우승했으며, 디트로이트 소속으로 큰 활약을 선보인 러시아 출신 선수 5인을 일컫는 러시아 5인조 중 한 명으로 꼽혔다.
그는 소련 선수들이 NHL 진출을 위해 소련을 떠난 것을 막는 장벽을 허무는데 중요한 역할을 하였다. 그의 북미 진출로 인해 많은 소련의 정상급 아이스하키 선수들이 NHL에 합류했고 유럽 지역의 선수들도 북미 진출을 도전했다. 그는 소련 국가대표팀의 주장을 장기간 역임했으며, 올림픽에서 2회 우승, 세계 아이스하키 선수권 대회 7회 우승, 캐나다컵 1회 우승에 기여했다. 아이스하키 역사상 최고의 수비수 중 한 명으로 평가받는 그는 2001년에 하키 명예의 전당, 2004년에 러시아 하키 명예의 전당, 2005년에 국제 아이스하키 연맹 명예의 전당에 헌액되었다. 또한  국제 아이스하키 연맹(IIHF)에서 선정한 100주년 올스타팀의 6인의 선수 중 한 명으로 선정되었다.
은퇴 후에는 자신이 몸담던 뉴저지 데블스의 코치로 취임하여 4년 동안 활동했다. 그는 뉴저지의 코치로서 팀의 스탠리컵 파이널에 2번 진출시켰고 이 중 우승 1회에 기여했다. 또한 2002년에는 러시아 국가대표팀 감독이 되어 2002년 동계 올림픽에서 팀의 동메달 획득에 기여했다. 올림픽 후 러시아 대표팀 감독에서 물러나 통합 러시아 소속 정치인으로 활동하고 있다.